# キカナガシラ
キカナガシラ (学名：Trigla lyra) は、ホウボウ科に分類される魚類の一種。東大西洋、地中海に分布する。キカナガシラ属 (学名：Trigla) は単型。

## 分類
1758年にカール・フォン・リンネによって「自然の体系 (第10版)」の中で初めて正式に記載され、タイプ産地はイギリス近海であった。1833年、デイビッド・スター・ジョーダンとチャールズ・ヘンリー・ギルバートは本種を属のタイプ種に指定し、その当時キカナガシラ属は単型では無かった。属名はチチュウカイヒメジの呼び名に由来し、ペーテル・アルテディはヒメジ類とホウボウ類を同一だとした。体が赤く、水から出すと発音するためである。リンネはこの2つの分類群が近縁ではないことに気づき、別の分類群とした。種小名は竪琴を意味し、上から見た形が竪琴のように見えるからではないかとされている。

## 分布と生息地
マカロネシアやギニア湾を含む、スコットランド南からナミビアのウォルビス湾までの大西洋東部、地中海に分布し、黒海での記録は無い。水深700 mほどの深さに生息する深海魚で、砂質や泥質の底を好む底魚でもある。

## 形態
頭部は大きく多数の棘と突起があり、後頭部の深い溝は無い。第一背鰭は8 - 10棘から成り、棘の前端は滑らかである。第二背鰭と臀鰭の両方が15 - 16軟条から成る。胸部に鱗は無く、腹部は部分的に鱗で覆われている。側線鱗は小さく、管状である。尾鰭はわずかに凹む。腹鰭はよく発達しており、1棘と5軟条から成る。胸鰭はさらに大きく、第二背鰭の前条まで達しており、下部の3本の条は厚い遊離軟条で、指のような形をしている。背側は赤く、腹側は青白い。臀鰭と胸鰭の鰭膜は薄暗く、小さな青い斑点がある。全長は通常30 cmだが、最大で60 cmに達する。

## 生態
甲殻類、特にエビなどの沿岸域の生物を主食とするが、カニやヤドカリなどの底生種も捕食する。棘皮動物、特にクモヒトデ、多毛類、小さな底魚も捕食する。性成熟は約30 cmで起こり、夏に外洋性の卵を産む。仔魚はすでに骨板といくつかの棘がある。寿命は最長7年。

## 人との関わり
大西洋中東部では標的にされておらず、輸出もされていないが、地元規模で捕獲され消費されている。地中海では商業的に漁獲されており、モロッコ、ギリシャ、トルコの市場で販売され、場合によっては他の市場でも販売される。肉は生または冷蔵で販売される。